# Каченовський Дмитро Іванович
Каченовський Дмитро Іванович (нар. 8 грудня 1827, Карачев, Орловської губернії (тепер Брянська обл.), Росія — пом. 27 грудня 1872) — український вчений-правознавець, доктор юридичних наук, ординарний професор, спеціаліст з міжнародного, зокрема морського, та державного права, історії політичних учень.

## Біографія
Народився 8 грудня 1827 року у місті Карачеві Брянської губернії.
Закінчив курс народного училища (1936), навчався у канцелярському училищі (м. Орел), закінчив Першу Харківську гімназію (1842, із відзнакою), у 1847 році закінчив юридичний факультет Харківського університету (зараз Харківський національний університет імені В. Н. Каразіна). У ньому ж залишився готуватись для отримання звання професора.
У 1849 році Д. І. Каченовського призначили ад'юнктом Харківського університету. Протягом 1850–1851, 1853–1857, 1867–1870 років обирався секретарем юридичного факультету. А у 1870–1872 роках був деканом юридичного факультету. З 1855 року — екстраординарний, а з 1859 року — ординарний професор кафедри заг. права та дипломатії університету.
У 1849 році захистив магістерську дисертацію «Історичний огляд положень міжнародного права про володарювання над морями», у 1855 році — докторську «Про каперів і призове судочинство щодо нейтральної торгівлі». У своїх дослідженнях Каченовський дотримувався практичного спрямування англійської та голландської школи. Він цінував праці Бейнкерсгука і розділяв його погляди на методи дослідження.
Його пропозиції щодо зміни правил морської війни, які були викладені у докторській дисертації К., відображені в Паризькій декларації з міжнародного морського права (1856). Ідеї К. стосовно кодифікації міжнародного права, об’єднання зусиль учених у цій галузі реалізовані при створенні ін-ту міжнародного права в Бельгії (1873).
Помер 27 грудня 1872 року.
Дмитро Іванович був значним поціновувачем та знавцем образотворчого мистецтва.

## Наукова діяльність
Досліджував проблеми
- міжнародного права
- політичних наук
- судової реформи в Росії, зокрема історичні огляди стану міжнародного права про володарювання над морями
- морські правопорушення
- розвиток міжнародного права в Німеччині, Англії
- розвиток політичних наук у Західній Європі та Росії
- становлення судових установ у Росії у зв'язку з судовою реформою

Опублікував 40 наукових праць. Серед основних:
- «Історичний огляд стану міжнародного права про володарювання над морями» (1849)
- «Морські розбої Ост-Індського архіпелагу» (1852)
- «Успіхи науки міжнародного права в Німеччині і Англії» (1856)
- «Погляд на історію політичних наук» (1857)
- «Про сучасний стан політичних наук в Західній Європі і в Росії» (1862)
- «Про судові установи 20 листопада 1864 р.» (1867)
- «Курс міжнародного права», вип. 1 (1863)
- «Курс міжнародного права», вип. 2 (1866)